# Персі фон Ашеберг
Барон Персі фон Ашеберг (нім. Percy Baron von Ascheberg; 11 червня 1880, маєток Гросс-Бушгоф, Бірсен — 26 вересня 1952, Гаммінкельн) — німецький офіцер, генерал-майор вермахту.

## Біографія

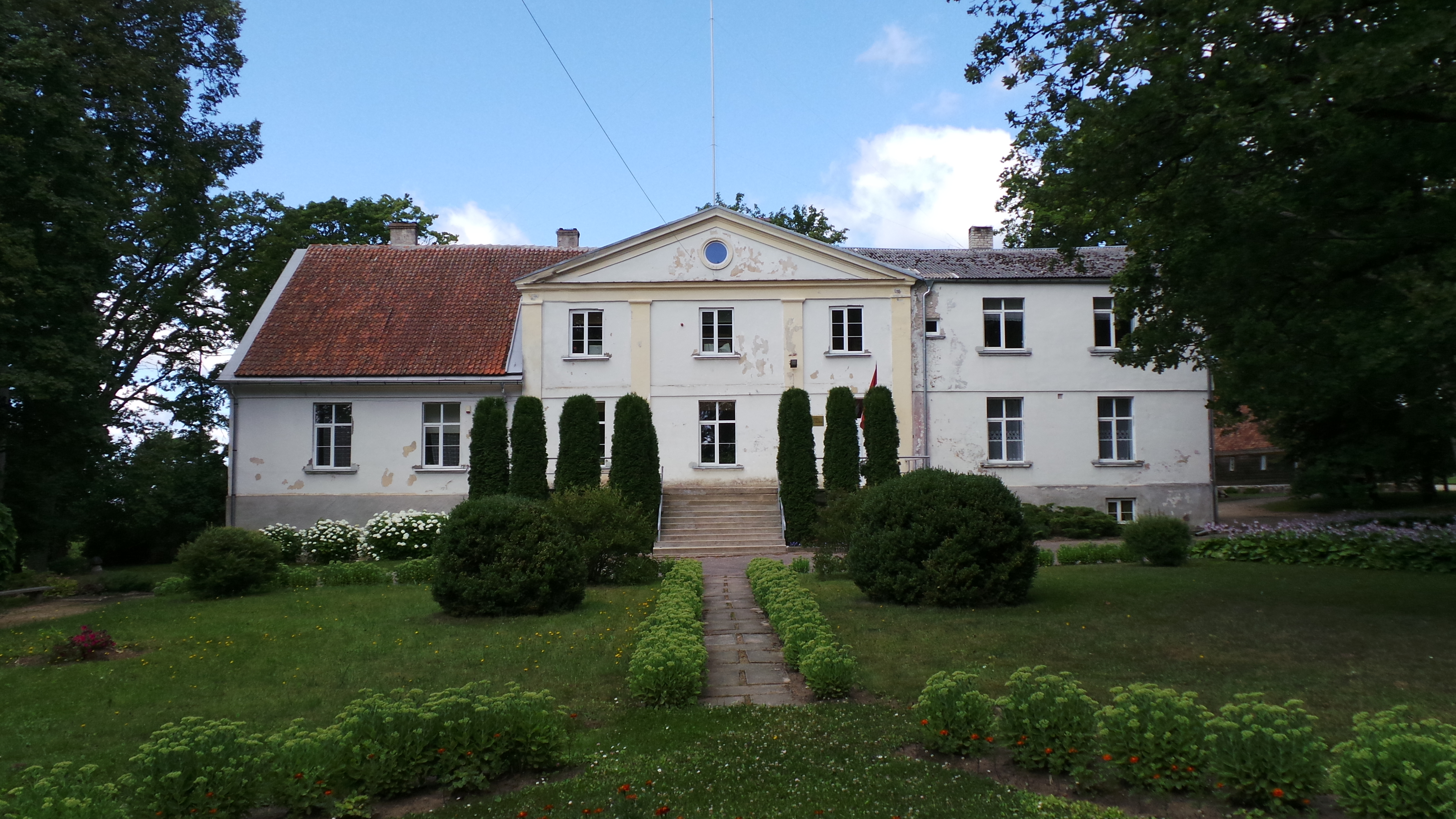
Маєток Гросс-Бушгоф, в якому народився фон Ашеберг.

Представник курляндської лінії знатного вестфальського роду. 23 вересня 1899 року вступив у 8-й лейбгренадерський полк Прусської армії. 1 грудня 1900 року переведений в 5-й польовий артилерійський полк, 22 березня 1908 року — в навчальний полк училища польової артилерії. З квітня 1912 року служив в авіації. Учасник Першої світової війни.
Після демобілізації армії залишений в рейхсвері. 1 жовтня 1920 року призначений в штаб командувача військами в Штеттіні. З 1 липня 1923 року — командир роти 5-го батальйону зв'язку. З 1 лютого 1925 року служив в штабі 5-ї дивізії. З 1 жовтня 1928 року — командир 5-го батальйону зв'язку. 1 лютого 1933 року переведений в службу комплектування і призначений до командувача військами у Швайдніці, 1 жовтня 1935 року — в 4-е службове управління сухопутних військ. З 1 жовтня 1936 року — комендант військового району Везеля. 1 червня 1941 року зарахований на дійсну службу. 31 липня 1942 року звільнений у відставку.

## Звання
- Фанен-юнкер (23 вересня 1899)
- Фенріх (18 квітня 1900)
- Лейтенант (27 січня 1902)
- Оберлейтенант (27 січня 1911)
- Гауптман (8 жовтня 1914)
- Майор (1 лютого 1925)
- Оберстлейтенант (1 лютого 1930)
- Оберст (1 жовтня 1932)
- Оберст служби комплектування (5 березня 1935)
- Генерал-майор (1 червня 1942)

## Нагороди
- Орден Корони (Пруссія) 4-го класу
- Залізний хрест 2-го і 1-го класу
- Орден «За військові заслуги» (Баварія) 4-го класу з короною і мечами
- Орден Альберта (Саксонія), лицарський хрест 1-го класу з мечами
- Королівський орден дому Гогенцоллернів, лицарський хрест з мечами
- Рятувальна медаль
- Пам'ятний знак пілота (Пруссія)
- Хрест «За вислугу років» (Пруссія)
- Орден Святого Йоанна (Бранденбург), почесний лицар
- Почесний хрест ветерана війни з мечами
- Медаль «За вислугу років у Вермахті» 4-го, 3-го, 2-го, 1-го і особливого класу (40 років)